# Гойя, Шанталь
Шанталь Гойя (род. 10 июня 1942, Сайгон) — французская актриса и певица.

## Карьера
Начинала свою карьеру в качестве танцовщицы и певицы в барах и ресторанах. В кино дебютировала в 1963 году с эпизодической роли в комедии Стэнли Донена «Шарада». Актёрская известность пришла к Шанталь благодаря главной роли в фильме «Мужское — женское», снятом Жаном-Люком Годаром по произведениям Ги де Мопассана.
С 1975 года она стала выступать с шоу для детей, быстро ставшим популярным. Вместе со своим мужем, поэтом-песенником и композитором Жан-Жаком Дебу, с которым познакомилась в возрасте 18 лет, Гойя создала спектакль, наполненный светлой музыкой и позитивными посылами к подрастающему поколению. Её обычным персонажем является Мэри-Роуз, смесь между служанкой и старшей сестрой (напоминающая Джули Эндрюс в «Звуках музыки» и «Мэри Поппинс»).

## Избранная фильмография
- 1963: Шарада — танцовщица Экстра
- 1966: Мужское — женское — Мадлен
- 1971: Любовь — это весело, любовь — это грустно — Арьетт

## Дискография
- 1977 : Voulez-vous danser grand-mère ?
- 1978 : La Poupée
- 1979 : Bécassine
- 1980 : C'est Guignol !
- 1981 : Comme Tintin
- 1982 : Monsieur le Chat botté
- 1983 : Mon Pinocchio - Babar
- 1984 : Snoopy - Pandi Panda
- 1985 : Félix le Chat
- 1986 : Dou ni dou ni day
- 1987 : Le monde tourne à l'envers
- 1988 : Isabelle, c'est la fille de Babar
- 1989 : L'Étrange Histoire du château hanté
- 1990 : Rythme et Couleur
- 1994 : La poussière est une sorcière
- 1997 : Le Grenier aux trésors
- 2006 : Au pays des étoiles
- 2010 : Chantons les fables de La Fontaine
- 2015 : Les Aventures fantastiques de Marie-Rose